# Agatha Barbara
Agatha Barbara (n. 11 martie 1923, Ħaż-Żabbar⁠(d), Port Region (Port)⁠(d), Malta – d. 4 februarie 2002, Ħaż-Żabbar⁠(d), Port Region (Port)⁠(d), Malta) a fost o politiciană malteză, care a îndeplinit funcțiile de parlamentar laburist și ministru. Ea a fost prima femeie aleasă în funcția de președinte al Maltei și este femeia cu cea mai îndelungată activitate de parlamentar în istoria politică malteză.

## Tinerețea

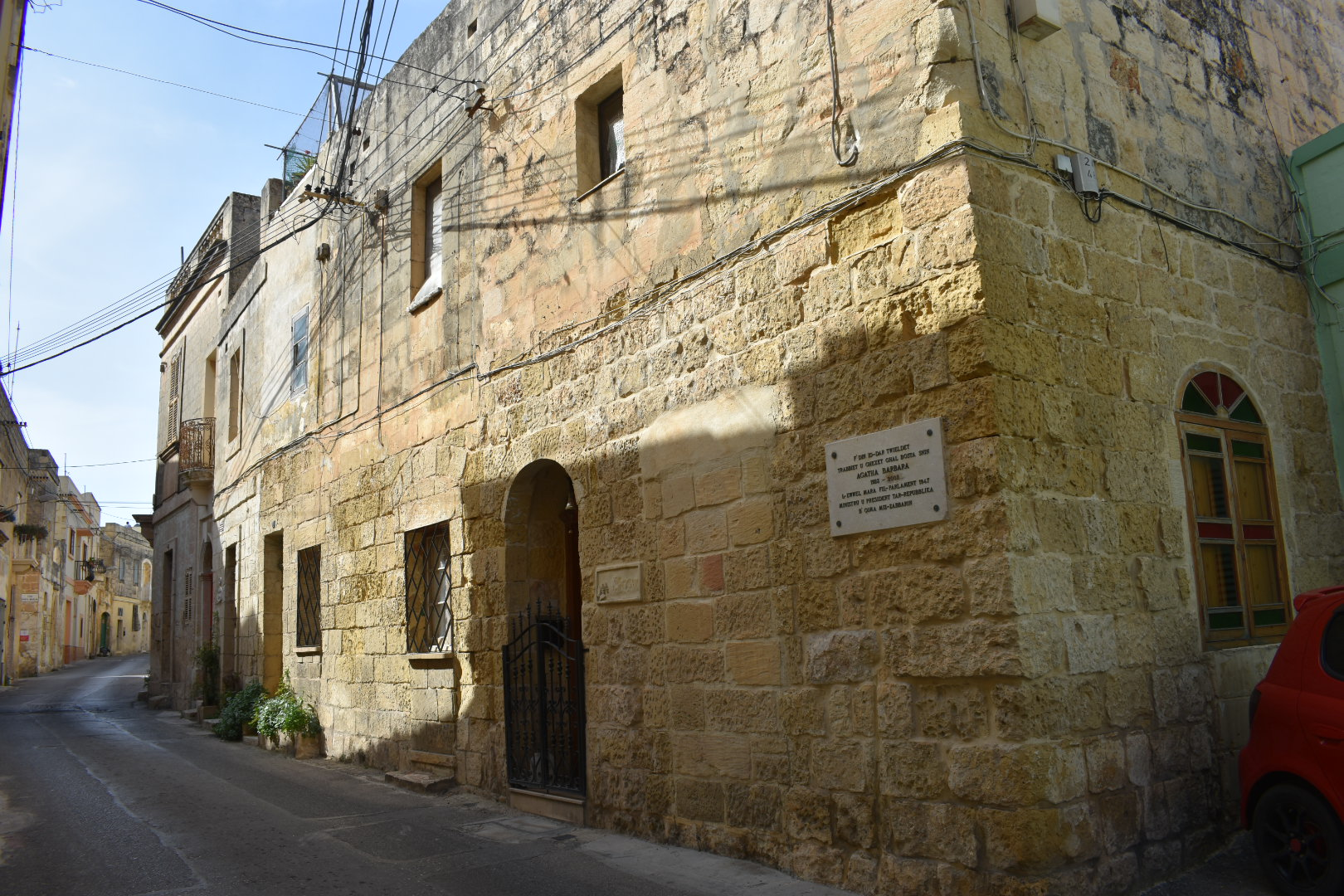
Locul de naștere al Agathei Barbara de la Żabbar

Barbara s-a născut în 1923 în orașul Żabbar din Malta. Tatăl ei lucra ca pilot remorcher (un pilot specialist în conducerea remorcherelor) în Marina Regală Britanică și era foarte prost plătit. Mama ei s-a străduit să-i hrănească pe cei nouă copii din salariul soțului ei. Agatha era al doilea copil și fiica cea mai mare. Ea și-a rugat părinții să o trimită la școală și a urmat studii secundare la un liceu din La Valletta, dar izbucnirea celui de-al Doilea Război Mondial a împiedicat-o să-și continue studiile la facultate. A trebuit să lucreze ca observatoare a raidurilor aeriene și a condus una dintre bucătăriile înființate de militarii britanici pentru a hrăni populația. După război a lucrat ca învățătoare și s-a implicat în politică. Ea a devenit membru al Partidului Laburist din Malta (PLM), a fost foarte activă în activitatea partidului, a devenit membru al comitetului executiv al PLM, a condus organizația de femei a partidului și a fondat Mișcarea Politică a Femeilor din Malta.

## Activitatea politică
Începând din 1947 Malta a avut o autonomie politică limitată. Asociația Femeilor Malteze și Partidul Laburist din Malta au propus și impus acordarea dreptului de vot pentru femei împotriva protestelor puternice din partea Bisericii. Propunerea a fost adoptată cu o majoritate restrânsă. Confruntările care au avut loc au determinat-o pe Agatha Barbara să arate ce pot face femeile, așa că, fiind încurajată de populație, a participat la alegerile parlamentare din 1947. A devenit prima și singura femeie dintre cei 40 de parlamentari aleși atunci și a fost singura femeie care a candidat cu succes în zece alegeri consecutive până în 1982, când a demisionat pentru a prelua funcția de președinte al Maltei.
Agatha Barbara a devenit cunoscută ca o susținătoare aprigă a reformelor economice și sociale. A fost prima și până la sfârșitul anilor 1990 singura femeie care a deținut un portofoliu de ministru în guvernul Maltei. Când PLM a ajuns la putere pentru prima dată în 1955, Barbara a fost numită ministru al educației de către prim-ministrul Dom Mintoff și a ocupat această funcție în perioada 1955-1958. Ea a întreprins reforme cuprinzătoare: a instituit educația elementară obligatorie pentru toți copiii, a eliminat taxele din învățământul secundar, a înființat un colegiu de formare a profesorilor și școli speciale pentru persoanele cu dizabilități și a asigurat cursuri de științe atât pentru băieți, cât și pentru fete. În 1958 relațiile dintre britanici și maltezi s-au deteriorat. Au avut loc manifestații pe străzile din Malta, iar prim-ministrul Mintoff și-a dat demisia. Barbara a participat la manifestații și a fost condamnată la 43 de zile „de muncă silnică”.
Când Mintoff a ajuns iarăși la putere în 1971, Agatha Barbara a fost numită din nou ministru al educației. Învățământul de bază obligatoriu a fost extins până la vârsta de 16 ani, au fost înființate școli tehnice și comerciale și au fost eliminate taxele universitare. În anul 1974 Agatha Barbara a devenit ministru al muncii, culturii și bunăstării. În această calitate a contribuit la reducerea șomajului și la îmbunătățirea salariilor și a condițiilor de muncă. A elaborat o lege care prevedea acordarea unui salariu egal pentru bărbați și femei, plata concediului de maternitate, o normă de muncă de 40 de ore pe săptămână și acordarea de pensii și indemnizații de șomaj. De asemenea, ea a înființat o serie de muzee naționale. În 1976 Agatha Barbara a devenit vicepreședinte al grupului parlamentar al PLM, dar nu și al partidului, și viceprim-ministru. În anumite perioade scurte i-a ținut locul lui Mintoff la conducerea guvernului.
Barbara a avut, de asemenea, un rol proeminent în protejarea moștenirii culturale malteze, susținând restaurarea clădirilor istorice din Mdina și Valletta și promovarea folosirii lor ca muzee.

## Președinte al Maltei

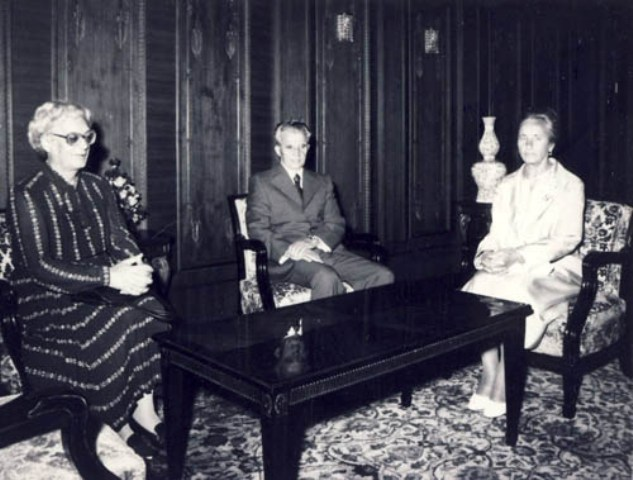
Președintele Maltei, Agatha Barbara, la București. 1985

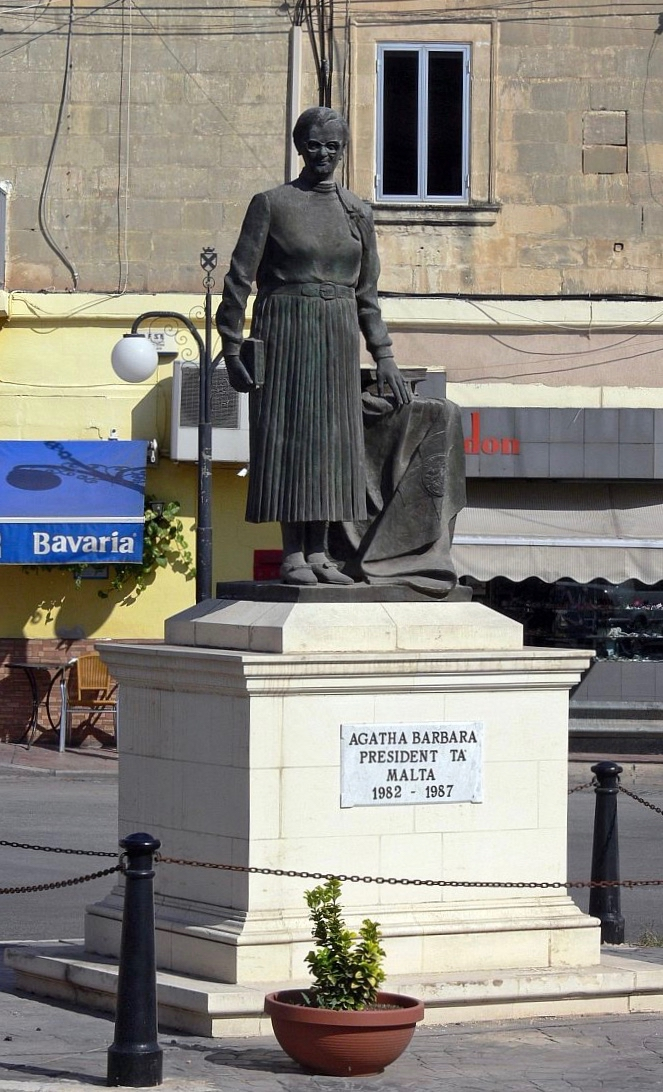
Monumentul memorial al Agathei Barbara din Żabbar

Alegerile din 1981 au determinat o criză constituțională, deoarece Partidul Naționalist (PN) condus de Eddie Fenech Adami a câștigat majoritatea voturilor, dar nu a obținut și o majoritate parlamentară: a avut doar 31 de locuri față de cele 34 ale PLM. Partidul Naționalist a boicotat ședințele parlamentului și a organizat acțiuni de protest. Cu toate acestea, Mintoff a preluat puterea, iar Agatha Barbara nu a mai devenit ministru, ci a fost numită la 15 februarie 1982 prima femeie președinte al Maltei, la vârsta de 59 de ani. Ea a fost al treilea președinte al republicii. Această funcție era, de obicei, ceremonială, dar sarcina ei a fost acum să rezolve criza constituțională. La sfârșitul mandatului ei, în 1987, Barbara a prezidat efectuarea unei reforme constituționale, care a prevăzut consolidarea independenței Maltei față de puterile străine, precum și alocarea de locuri suplimentare în parlament în cazul în care un partid obține majoritatea absolută a voturilor la alegerile generale fără a obține însă o majoritate parlamentară. În 1987 mandatul ei s-a încheiat și ea s-a retras din politică. Barbara a apărut pe o serie de bancnote malteze emise în 1986. S-a retras în orașul Żabbar, unde s-a născut, și a murit în anul 2002. Un monument în onoarea ei a fost înălțat în Żabbar la 23 aprilie 2006 de către președintele de atunci al Maltei, dr. Edward Fenech Adami.

## Viața privată
Barbara nu a fost niciodată căsătorită. Autorul maltezo-australian Joseph Chetcuti a scris în anul 2009 că Barbara a fost lesbiană în cartea sa despre istoria comunității LGBT din Malta, bazată pe interviuri cu contemporanii ei.
Câteva presupuse „scrisori de dragoste” scrise de Barbara către Derek Barnes, un militar în trupele Marinei Regale Britanice staționate în Malta în timpul celui de-al Doilea Război Mondial, au fost prezentate public în anul 2014 de către sora lui Barnes.

## Onoruri

### Onoruri naționale
- Malta: companion de onoare al Ordinului Național de Merit (1990) în calitate de fost președinte al Maltei

## Legături externe
- Biografie oficială Arhivat în 21 noiembrie 2001, la Wayback Machine. pe site-ul Departamentului de Informații (Malta)

| Funcții politice                    | Funcții politice               | Funcții politice                |
| ----------------------------------- | ------------------------------ | ------------------------------- |
| Predecesor: Albert Hyzler interimar | Președinte al Maltei 1982–1987 | Succesor: Paul Xuereb interimar |